# FNIX-SCOM-Hengxiang Cycling Team
FNIX-SCOM-Hengxiang Cycling Team is een wielerploeg die een Chinese licentie heeft. De ploeg bestaat sinds 2011. De ploeg komt uit in de continentale circuits van de UCI. Li Fuyu is de manager van de ploeg.

## Renners
Vanaf 2011 tot en met 2015 reden er enkel Chinese renners bij de ploeg. In 2016 reed Ronald Yeung, uit Hongkong, een jaar bij de ploeg en in datzelfde jaar sloot de Nederlander Thomas Rabou zich voor twee jaar bij de ploeg aan. In 2016 waren beide renners goed voor één etappe overwinning. Een jaar later reed de Nederlander Marc de Maar ook bij de ploeg. In datzelfde jaar behaalde de ploeg geen overwinningen. Sinds 2018 rijdt de Let Andris Vosekalns bij de ploeg. Tot  2023 was Vosekalns de enige niet-Chinese renner die bij de ploeg reed. Voor het seizoen van 2023 maakte zijn landgenoot Māris Bogdanovičs ook de overstap naar de ploeg, daarnaast sloten de Roemenen Cristian Raileanu en Serghei Țvetcov zich ook bij de ploeg aan voor één jaar. De Taiwanees Yuan Tang Peng maakte het buitenlandse kwartet van dat jaar compleet. In 2024 reden, naast de twee Letten, ook de Nieuw-Zeelander Ethan Batt en de Rus Kirill Malkov bij de ploeg. Per 2025 rijdt de eerste Nederlander Roy Eefting-Bloem bij de ploeg, samen met de Duitser Jonas Rapp.

## Ploegnamen
| Jaar                           | Naam | UCI-code |
| ------------------------------ | --- | -------- |
| 2011-2015 2016 2017-2024 2025- | Hengxiang Cycling Team Wisdom-Hengxiang Cycling Team Hengxiang Cycling Team FNIX-SCOM-Hengxiang Cycling Team | HEN FNX  |

## Renners
| Naam               | Geboortedatum     | Nationaliteit | Ploeg 2024                                        |
| ------------------ | ----------------- | ------------- | ------------------------------------------------- |
| Māris Bogdanovičs  | 19 november 1991  | Letland       |                                                   |
| Chen Jiwei         | 6 maart 2005      | China         |                                                   |
| Roy Eefting-Bloem  | 4 september 1989  | Nederland     | Maloja Pushbikers                                 |
| Gao Yongbing       | 10 januari 2002   | China         |                                                   |
| Žiga Horvat        | 13 september 1998 | Slovenië      | Hrinkow Advarics                                  |
| Jiang He           | 8 november 1999   | China         |                                                   |
| Kirill Malkov      | 12 oktober 2002   | Rusland       |                                                   |
| Cyrus Monk         | 7 november 1996   | Australië     | Q36.5 Pro Cycling Team                            |
| Jonas Rapp         | 16 juli 1994      | Duitsland     | Hrinkow Advarics                                  |
| Aleksandr Sjakotko | 8 mei 1999        | Rusland       | Pingtan International Tourism Island Cycling Team |
| Song Chenggang     | 6 augustus 2003   | China         |                                                   |
| Xie Daochao        | 24 februari 2006  | China         |                                                   |
| Xie Lipeng         | 11 december 2005  | China         |                                                   |
| Zheng Bowen        | 31 oktober 2004   | China         |                                                   |
| Zhu Caiping        | 5 januari 2006    | China         |                                                   |

## Overwinningen
2013
3e etappe Ronde van Langkawi: Wang Meiyin
2015
2e etappe Ronde van Thailand: Ma Guangtong
5e etappe Ronde van China: Wang Meiyin
2016
3e etappe Ronde van Flores: Ronald Yeung
4e etappe Ronde van Flores: Liu Jianpeng
Proloog Ronde van China: Thomas Rabou
3e etappe Ronde van Fuzhou: Zhao Jingbiao
2018
1e etappe Ronde van Fuzhou: Lyu Xianjing
2019
3e etappe Ronde van Iskandar Johor: Wang Junyong
Eindklassement Ronde van China: Lyu Xianjing
3e etappe Ronde van Quanzhou Bay: Lyu Xianjing

### Nationale kampioenschappen
2014
 Chinees kampioen op de weg, elite: Zhao Jingbiao
2020
 Lets kampioen tijdrijden, elite: Andris Vosekalns
 Chinees kampioen op de weg, elite: Wang Meiyin
2023
 Chinees kampioen op de weg, elite: Ma Binyan